# Кулемет WLKM
WLKM 12,7 мм — польський чотирьохствольний великокаліберний кулемет розроблений компанією Zakłady Mechaniczne Tarnów з Тарнова. Кулемет має зовнішній електричний привод. Кулемет розроблений під набій 12,7×99 мм НАТО (.50 BMG) з безланковою стрічкою М9.

## Конструкція
Конструктори з Тарнува вирішили заповнити пробіл в зброї великого калібру. Кулемет WLKM з кількома стволами є першим і єдиним кулеметом, який розроблено повністю в Польщі. він вирізняється сучасним дизайном і високою швидкострільністю завдяки використанню системи Гатлінга. Вперше кулемет було представлено на 25-й Міжнародній виставці оборонної промисловості в Кельці — MSPO 2017
WLKM розроблено під стандартний набій НАТО калібру 12,7 х 99 мм, які поступають з безланкової стрічки М9. Автоматика живиться від електродвигуна напругою 27 В. Завдяки електронній системі темп стрільби можна регулювати в діапазоні від 2500 до 3600 постр/хв. Стрілець може запрограмувати кілька комбінацій снарядів в серії з 50 до 200 пострілів або перемкнути зброю в режим безперервного ведення вогню, що дозволяє вести вогонь до повного закінчення боєприпасів. Кулемет має коліматорний приціл, який покращує точність і дозволяє стріляти при слабкому освітленні.
Кулемет можна встановлювати на різні типи транспортних засобів та в стаціонарних вогневих точках, а також на бортах кораблів або патрульних катерів, на бортах вертольотів (наприклад, в башті або в гарматній гондолі).
Цей багатоствольний 12,7 мм кулемет призначений для боротьби з:
- вогневими точками противника на місцевості або відкритими транспортними засобами на відстані до 2000 м,
- неброньованими або легкоброньованими бойовими машинами на відстані до 1500 м,
- літальними апаратами, наприклад, БПЛА до 1500 м,
- плаваючими засобами (наприклад, невеликі моторні човни контрабандистів, піратів або з мінами).

На даний час кулемет проходить заводські випробування.